# Первое Тарлаково
Первое Тарлаково — село в Кузнецком районе Пензенской области России. Входит в состав Тарлаковского сельсовета.

## Ойконим
Одна из версий названия села связывает его возникновение с фамилией владельца, помещика Тарлакова. Другая объясняет происхождение названия из наименования растения, встречающегося в этих местах. В начале XVIII века земли, на которых расположено село, были запущенные, поросшие бурьяном (со словом «бурьян» ассоциируется чувашское слово «тарлак»).
Существует также деревня Тарлаково Второе Чибирлейского сельсовета Кузнецкого района Пензенской области. Порядковые имена этих населённых пунктов не имеют отношения к последовательности основания. Они присвоены после 1897 года по номерам станов Кузнецкого уезда. Воскресенское (Тарлаково Первое) находилось в первом стане, Архангельское (Тарлаково Второе) — во втором.

## География
Село расположено в восточной части области, на реке Труёв.

## История
Основано не позднее 1725 года. Ранее располагалось на горе. Труёв протекал у подножия горы, о чём говорят сохранившиеся болота. Ныне река изменила своё русло и протекает к западу от горы. Изменило своё расположение и село.
С 1780 село в составе Кузнецкого уезда Саратовской губернии.
В 1877 в составе Никольской волости, имелось 215 дворов, церковь, 7 маслобоен. В 1930 при селе создан колхозный посёлок «Пробуждение № 2», вошедший позже в его состав. В конце 1990-х построен сельский дом культуры, мусульманский молитвенный дом.

## Население
| 1795 | 1859  | 1877  | 1897  | 1911  | 1926  | 1930 |
| ---- | ----- | ----- | ----- | ----- | ----- | ---- |
| 752  | ↗1185 | ↘1119 | ↗1237 | ↗1444 | ↗1469 | ↘845 |
| 1939 | 1959  | 1979  | 1989  | 1996  | 2002  | 2010 |
| ↘737 | ↗931  | ↘575  | ↘509  | ↗562  | ↘535  | ↘505 |

## Крестовоздвиженский храм
В селе расположен Крестовоздвиженский храм в стиле классицизм, который отнесен к памятникам истории решением облисполкома от 01.12.1988 г. № 420.
Храм во имя Воздвижения Животворящего Креста Господня начал строиться в 1807 году на средства помещицы Ивановой, а закончен в 1823 году на средства прихожан. В 1848 году храм расширен помещиком В. Д. Ивановым путём пристройки трапезной и колокольни. В 1895 году были построены новые колокольня, трапезная и расширена апсида. В 1910 году церковь обнесли каменной оградой.
Приделы: во имя Николая Чудотворца (в трапезной справа), мученика Викентия и царицы Александры.
Внутри храма сохранились главный и придельные иконостасы, сооруженные соответственно в первой и второй половине XIX века, а также настенные росписи, выполненные в академической манере. Храм отреставрирован и является действующим.

## Инфраструктура
Личное подсобное хозяйство с зоной сельскохозяйственного использования, индивидуальная застройка усадебного типа.
Основа экономики — сельское хозяйство.

## Транспорт
Деревня доступна автотранспортом. Остановки общественного транспорта «Первое Тарлаково», «Церковь».

## Видео
- Село Первое Тарлаково с квадрокоптера (7.05.2022)
- Слияние рек Сура и Труёв в с. Первое Тарлаково (7.05.2022)
- Село Первое Тарлаково, Кузнецкий район — церковь, родник, местные жители (24.02.2024)